# Overland Six
Der Overland Six war ein US-amerikanischer PKW, den Willys-Overland in Toledo (Ohio), 1925 herausbrachte. Dieses Modell wurde dem ähnlich gebauten Overland Four zur Seite gestellt. Daneben bot die Firma auch verschiedene Modelle mit Hülsenschiebermotoren unter dem Namen Willys-Knight an.
Der Wagen hatte einen vorne längs eingebauten Sechszylinder-Reihenmotor mit 38 bhp (28 kW) Leistung. Der Radstand betrug 2.870 mm und die Wagen kosteten zwischen 825,-- US-$ und 1.095,-- US-$.
1925 gab es vom Modell 93 nur eine 4-türige Limousine in Normal- oder Luxusausführung. Im Folgejahr kamen ein Tourenwagen und ein 2-sitziges Coupé dazu.
Nach 1926 stellte Willys-Overland nur noch Fahrzeuge der Marke Willys her.